# 鈴木しおり
鈴木 しおり（すずき しおり、1983年8月5日 - ）は、名古屋テレビ放送（メ〜テレ）に所属する女性アナウンサー。愛知県豊川市出身（旧・宝飯郡御津町）。

## 来歴
豊川市立御津南部小学校、豊川市立御津中学校、愛知県立時習館高等学校、上智大学総合人間科学部教育学科卒業。
小中学校時代は吹奏楽部に所属していたため、今でもフルート演奏が特技である。高校時代からバスケットボール部に所属し、大学時代は「若虎」というバスケサークルに所属していた。
アナウンサーを意識し始めたのは、中学2年のとき。元フジテレビアナウンサーの小島奈津子に憧れていた。アナウンサーになりたいという気持ちを周囲に口にすることは気恥ずかしかったという。
大学時代に読者モデルとして活動していた時期もある。教員を目指そうと、地元の旧御津町で英語の教育実習を経て、英語（中学・高校）と社会（中学）の教員免許を所持している。就職活動を始めようとした大学3年のとき、胸中にあったアナウンサーへの思いを捨て切れなかった。後悔したくない気持ちを抱き、アナウンサースクール（東京アナウンスセミナー）に通う。
2007年4月にメ〜テレ入社。同期のアナウンサーは小出涼子、竹田基起、堂野浩久。
『光る!スポーツ研究所』の企画で、フィギュアスケートのプログラム（1分30秒）を3か月間の特訓でマスターした。当時は新人であったが、発声練習よりもスケートリンクの上にいる時間の方が長かったという。
2015年5月15日、自身がキャスターを務めるメ〜テレ『UP!』内にて入籍を発表。2020年4月27日、『アップ!』冒頭で第1子を妊娠中で今秋出産予定であることを公表し、同日より週3回（月・水・金曜日）にリモート出演に移行している。同年6月1日より東海3県間の移動自粛要請期間満了によりリモート出演が毎日になっていたが7月30日の『アップ!』のエンディングで7月31日より産休に入ることを発表した。
2017年10月、地元・豊川市の豊川警察署にて一日警察署長に任命される。
2020年10月19日、『アップ!』の旬感アップのコーナーで第1子の長男を出産したことが発表された。
2021年10月4日、産休が明け『アップ!』に復帰。
2023年5月25日、 第2子妊娠を番組内で公表した。7月13日、この日の放送をもって産休入りを公表。9月18日、『アップ!』のメーロメーロポストのコーナーで第2子の次男を出産したことが発表された。

## 人物・エピソード
- 趣味・特技：映画鑑賞、料理（勉強中）[15][16]
- 父は蒲郡市出身、母は岡崎市出身[17]。姉がいる[18]。実家は名古屋市に引っ越した[19]。
- 2008年9月9日放送の『ドデスカ!』に於いて「厚顔無恥」を「あつがおむち」と読み、一緒に出演していた鳥越俊太郎から、「こうがんむちですね」と訂正された。
- 豊川市御津吹奏楽団定期演奏会で司会を務めた[20]。
- 2015年から『アップ!』で「戦争を知らない世代」の立場から「しおりの戦後70年」の企画が始まった[21]。「テレメンタリー2015」で企画が採用され、同年9月19日に放送される[22]。2016年も特集が放送された[23]。
- フリーアナウンサー（元メ～テレ）の合田倫子は入社が1年違いだが、同じ年齢ということもあり親しい[24]。

## 出演

### 現在の担当番組（産休中）
- メ〜テレNEWS

### 過去の担当番組
- アナchu!
- アナ誕!
- アクセる★ビリー!
- 脱アナ大作戦3
- ドデスカ!（MC担当）
- アップ! メインキャスター（月曜〜木曜）

### その他の出演番組
- パネルクイズ アタック25（2008年1月6日、「女性アナウンサー大会」にメ〜テレ代表として出場）

### 映画
- 映画ドラえもん のび太のひみつ道具博物館（2013年）- 宇宙館ナレーション役（声の出演）